# Benjamin Carr

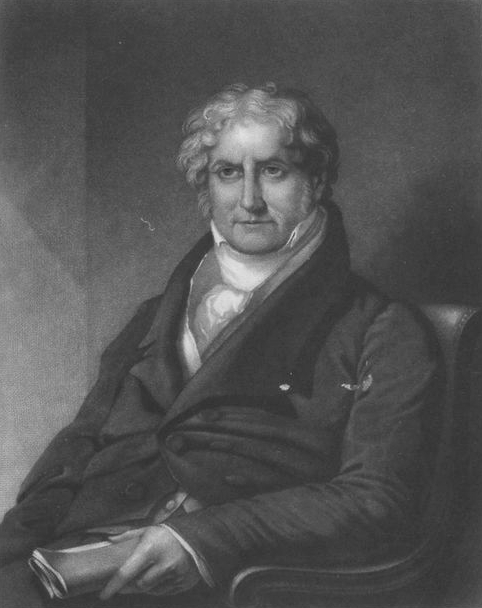
Benjamin Carr (Werk von John Sartain nach einer Vorlage von John Clarendon Darley, um 1840)

Benjamin Carr (* 12. September 1768 in London; † 24. Mai 1831 in Philadelphia) war ein englisch-amerikanischer Komponist, Opernsänger, Organist und Musikverleger.

## Leben
Der Sohn des Musikverlegers Joseph Carr studierte in London bei Samuel Arnold und den Brüdern Charles und Samuel Wesley. Noch in London entstand 1792 seine Oper Philander and Silvia. 1793 wanderte er nach Amerika aus, sein Vater und sein Bruder Thomas folgten ihm ein Jahr später. Während sein Vater und sein Bruder einen Musikalienhandel und Musikverlag in Baltimore gründeten, eröffnete Benjamin Carr ein gleiches Unternehmen in Philadelphia, das sich noch in den 1790er Jahren zum bedeutendsten Musikverlag der Vereinigten Staaten entwickelte. Eine New Yorker Niederlassung des Verlages verkaufte er 1797 an James Hewitt.

### Verlegerische Tätigkeit
Die ersten zwei Bände des The Musical Journal for the Piano Forte veröffentlichte Carr 1800 und 1801 im Verlag seines Vaters in Baltimore. 1803 nahm er George Schetky als Partner in seinen Verlag auf, so dass die weiteren Ausgaben des Journals bei Carr&Schetky erschienen. Später zog sich Carr vom Verlagswesen zurück, erst Anfang der 1820er Jahre wurde er vorübergehend wieder verlegerisch tätig, als er die Publikationsreihe Carr's Musical Miscellany in Occasional Numbers, die sein Vater 1812 begonnen hatte, vollendete.

### Musiker und Komponist
1794–95 trat Carr als Sänger und Schauspieler bei der Old American Company in New York auf. Von 1801 bis 1831 war er Organist an der St. Augustine's Catholic Church und der St. Peter’s Episcopal Church. Er komponierte 85 kirchenmusikalische Werke, darunter Hymnen, Psalmvertonungen, Anthems und Lieder, sowie 275 weltliche Werke. Deren bekanntestes war die 1794 erschienene Federal Overture, in die er populäre Weisen wie den Yankee Doodle, den President's March und Oh Dear, What Can the Matter Be? aufnahm. Dies war die erste Druckversion des Yankee Doodle, die in den Vereinigten Staaten erschien.

### Opernschaffen
1796 wurde am John Street Theater in New York Carrs Oper The Archers, or The Mountaineers of Switzerland auf ein Libretto von William Dunlap nach der Legende von Wilhelm Tell uraufgeführt. Das Werk gilt als früheste in den Vereinigten Staaten entstandene und professionell aufgeführte Oper. Von der Oper sind nur zwei Bruchstücke erhalten: eine Arie und ein Rondo aus der Ouvertüre. Es folgten drei weitere Opern: The Patriot: or, Liberty Obtained (1796), Bouville Castle: or, The Gallic Orphan (1797) und The American in London (1798). Bereits 1795 entstand die Pantomime Poor Jack: or, The Sailors' Return. 1799 komponierte er den Trauermarsch March for Washington, 1810 den Liederzyklus Lady of the Lake nach Gedichten von Walter Scott.

### Pädagogische Publikationen
Als Musikpädagoge trat Carr mit drei Werken hervor: The Analytic al Instructor (1826), den Lessons and Exercises in Vocal Music (1811) und den Short Methods of Modulating from One Key to Another (undatiert). 1820 zählte er zu den Gründern der Musical Fund Society. Diese stiftete ihm nach seinem Tode ein von dem Architekten William Strickland entworfenes Grabmal auf dem Friedhof der St. Peter’s Episcopal Church.